# عدان (مذيخرة)

تعديل مصدري - تعديل

عدان هي إحدى قرى عزلة خولان بمديرية مذيخرة التابعة لمحافظة إب، بلغ تعداد سكانها 334 نسمة حسب تعداد اليمن لعام 2004.